# Kálium-malát
A kálium-malát (E351) az almasav (E290) káliummal alkotott vegyülete. 
- Képlete: K2C4H4O5.
- CAS száma: 585-09-1
- EINECS száma: 209-549-2
- Moláris tömeg: 210,28 g/mol

## Élelmiszeripari felhasználása
Az élelmiszeriparban savanyúságot szabályozó anyagként, és ízesítőszerként alkalmazzák E351 (a kálium-malát és a kálium-hidrogén-malát keveréke) néven. Általában üdítőitalokban, valamint cukrászipari termékekben használják. Maximum beviteli mennyisége nincs korlátozva, de az almasav D,L-, és a D-izomerjeiből képzett vegyületeket kisgyermekek számára szánt élelmiszerekben tilos felhasználni, mert bennük még nem fejlődött ki az ezek lebontásához szükséges enzim.

## Kálium-hidrogén-malát
- Képlete: KC4H5O5

Élelmiszeripari felhasználására ugyanazon feltételek vonatkoznak, mint a kálium-malát esetében.